# Picot garser de les Filipines
El picot garser de les Filipines (Picoides maculatus) és una espècie d'ocell de la família dels pícids (Picidae) que habita les zones boscoses de les illes Filipines.